# Vladimir Poetin
Vladimir Vladimirovitsj Poetin (Russisch: Владимир Владимирович Путин, uitspraakⓘ) (Leningrad, 7 oktober 1952) is een Russische politicus en de 2de en 4de president van de Russische Federatie.

## Biografie

### Afkomst

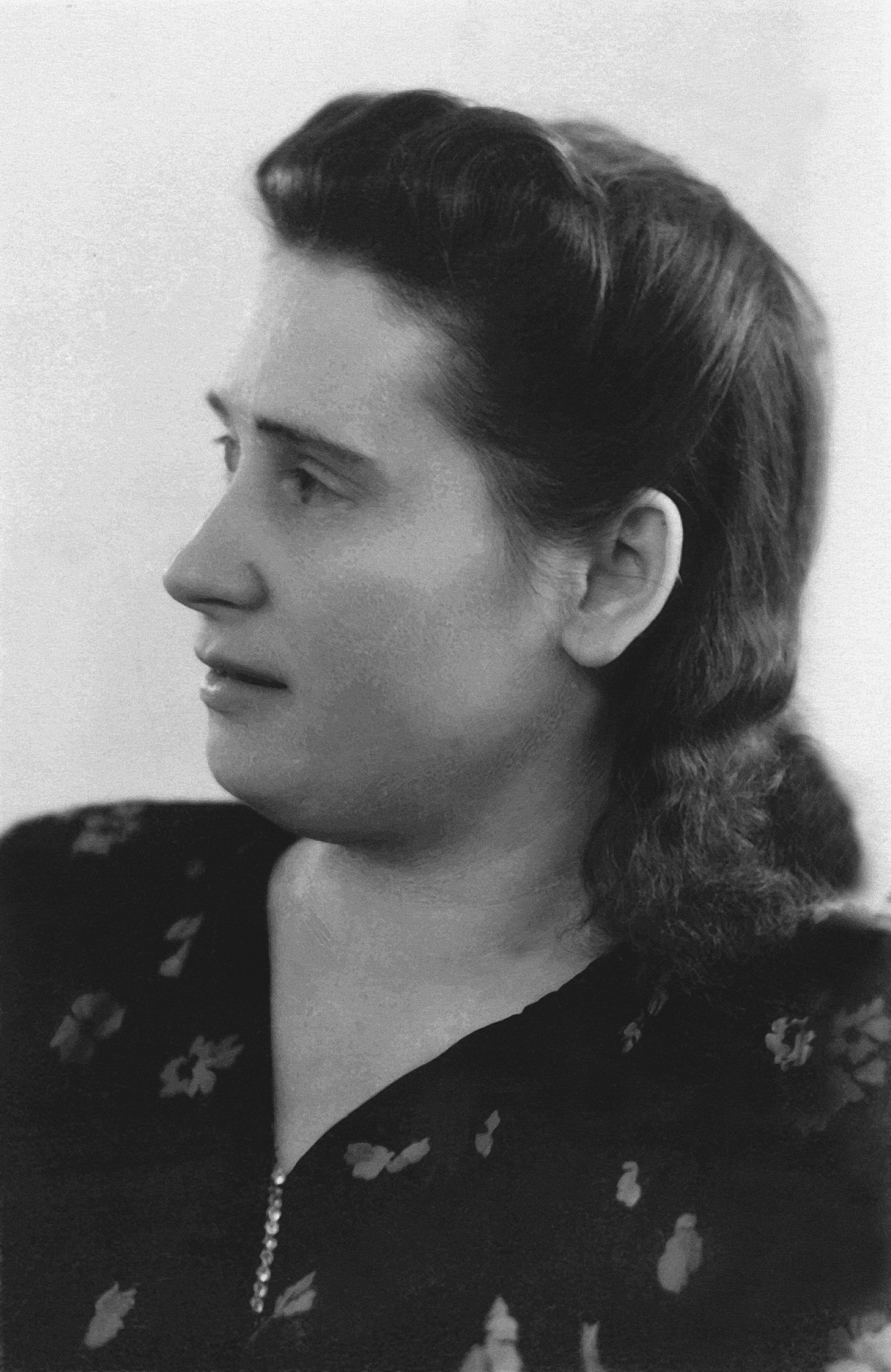
Maria Ivanovna Poetina (geb. Sjelomowa), Vladimir Poetins moeder

Poetin werd geboren in Leningrad (nu Sint-Petersburg) in het gezin van Vladimir Spiridonovitsj Poetin (1911-1999) en Maria Ivanovna (1911–1998). Zijn vader Vladimir diende sinds 1932 als luitenant-ter-zee in de duikbotenvloot van de Sovjetmarine aan de Oostzee. Bij het begin van de Tweede Wereldoorlog werd hij als vrijwilliger ingezet in een para-militair vernietigingsbataljon dat speciaal door de geheime dienst NKVD was opgericht om vijandelijke infrastructuur (munitiedepots) achter de oprukkende Duitse frontlinie te saboteren. Bij zijn eerste, compleet mislukte missie in Kingisepp, wist Poetin senior als een van de weinige overlevenden ternauwernood aan een bloedbad te ontsnappen. Na zijn overplaatsing naar het '330ste Geweerregiment' van het Rode Leger raakte vader Poetin in september 1941 bij de fel bevochten slag om Nevski Pyatachok ('Neva five-kopek piece'), het strategische belangrijke bruggenhoofd aan de rivier Neva in Sjlisselburg, zwaar gewond aan zijn linkerbeen. Na een maandenlang verblijf in een militair hospitaal werd de voortaan mank lopende Poetin senior als ongeschoolde arbeider tewerkgesteld in een wapenfabriek in het nog steeds bezette Leningrad. Na de oorlog hield hij als vertegenwoordiger van de Communistische Partij toezicht op arbeidsdiscipline en stalinistische partijtrouw van de werknemers in de Yegorov-spoorwegwagonfabriek.
Poetins moeder Maria was een vrome Russisch-Orthodoxe gelovige die haar pasgeboren zoon Vladimir zonder medeweten van haar fanatiek marxistisch-leninistische en atheïstische echtgenoot liet dopen in de Transfiguratiekathedraal van Leningrad. Om de kost te verdienen moest de laaggeschoolde Maria allerlei (deeltijd)baantjes aannemen, gaande van poetsvrouw over broodverdeler tot arbeidster in de fabriek. Het echtpaar Poetin had midden jaren dertig al twee zoontjes, Viktor en Albert; Albert overleed binnen een paar maanden en Viktor overleed aan difterie tijdens het Beleg van Leningrad in de Tweede Wereldoorlog.
Grootvader Spiridon Poetin was voor de Oktoberrevolutie werkzaam als chef-kok in het Astoria Hotel in Sint-Petersburg. Na de Eerste Wereldoorlog kookte hij als medestander van de bolsjevieken eerst voor Sovjet-leider Vladimir Lenin en zijn familie in Moskou en later, na Lenins dood, als privékok voor zijn opvolger Jozef Stalin in diens datsja. Als gepensioneerde werkte Spiridon Poetin nog in de keuken van het sanatorium van het stedelijk partijcomité op het landgoed Iljinskoje nabij Moskou.

### Jeugd en studies

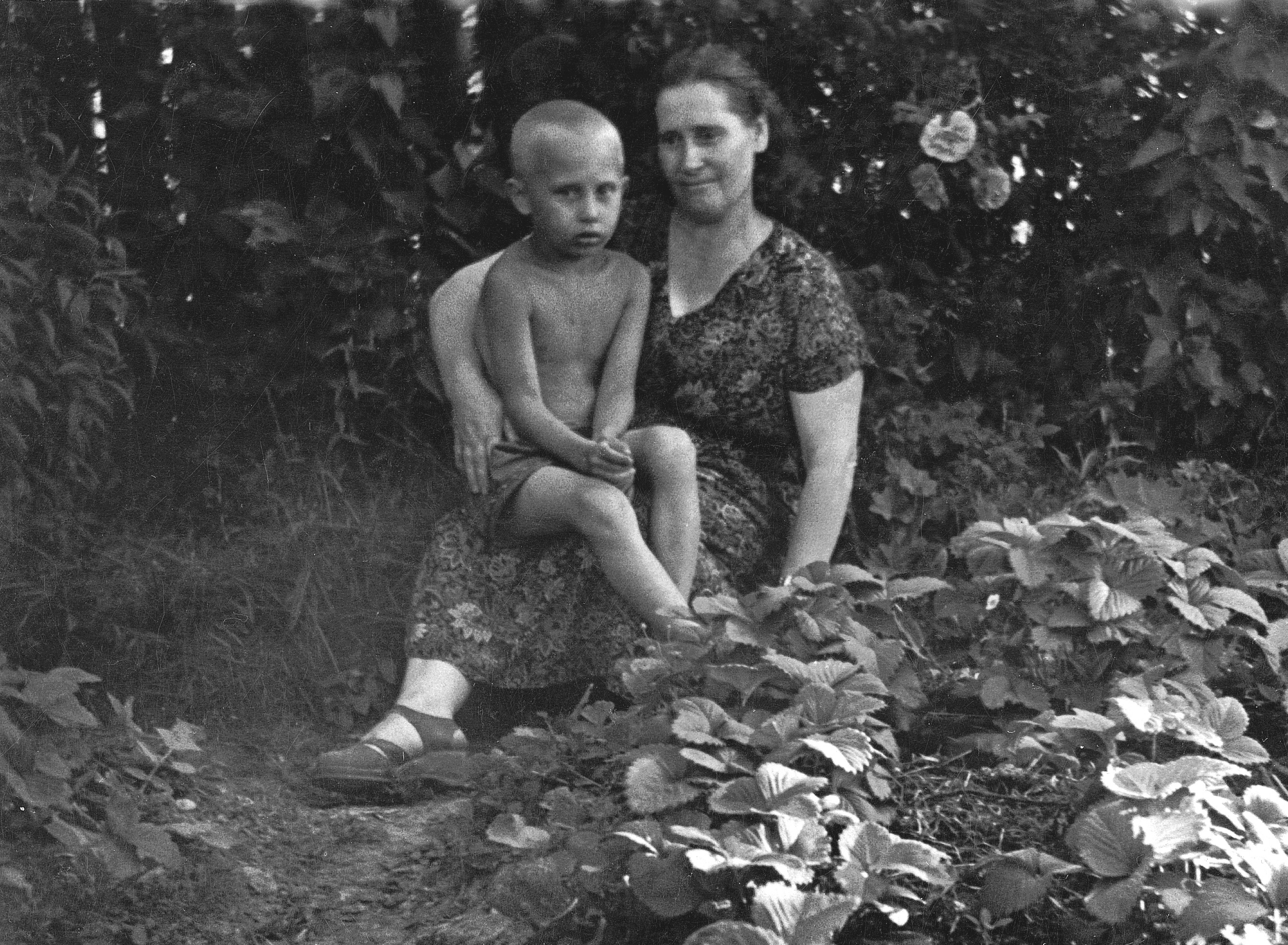
De vijfjarige Vladimir Poetin op schoot bij zijn moeder, in juli 1958

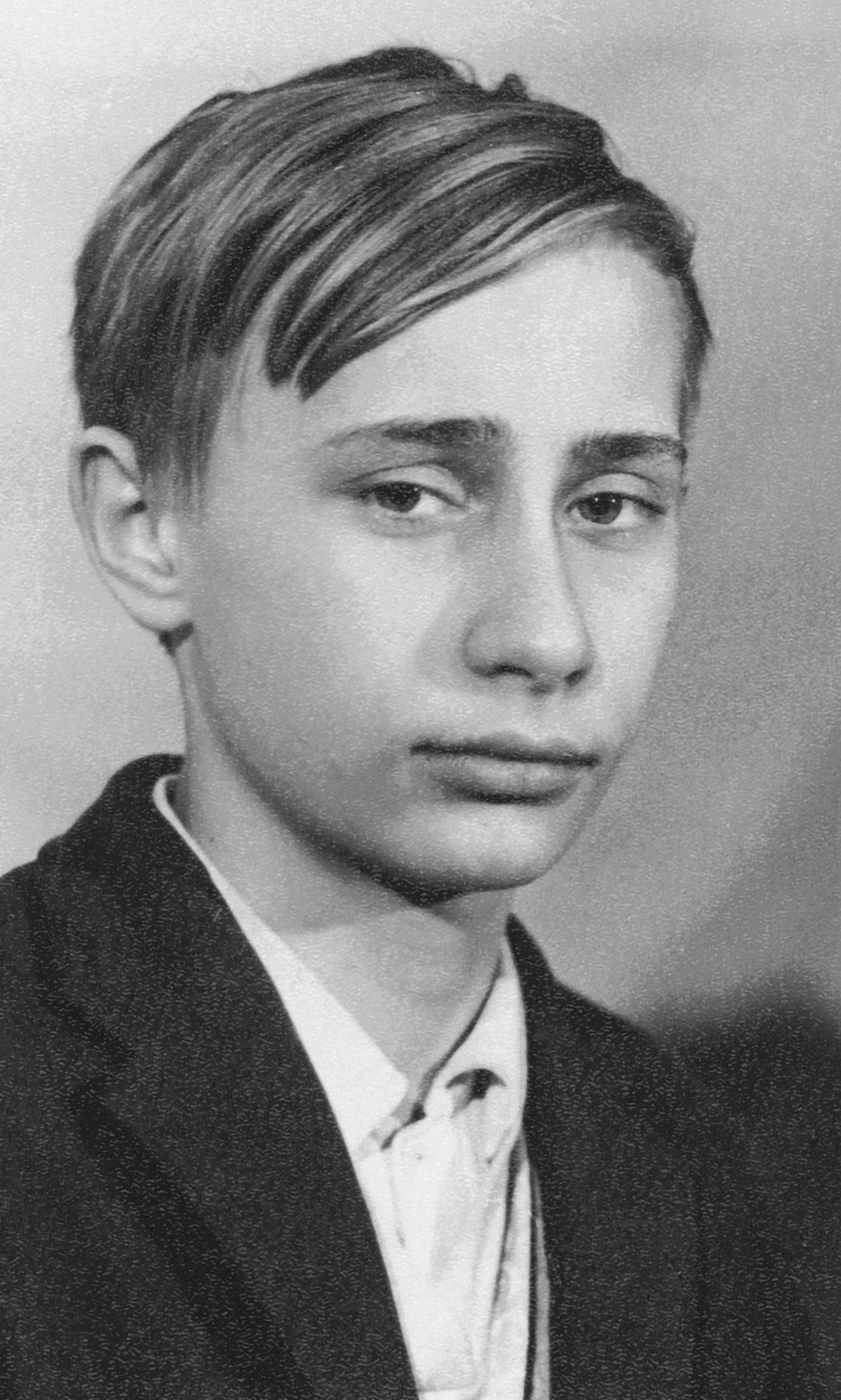
Vladimir Poetin als veertienjarige

De jonge Vladimir Poetin groeide op in een grauwe, grimmige buurt in het centrum van Leningrad, in armoedige omstandigheden. Samen met zijn ouders woonde hij in een zgn. ‘kommunalka’, een hen in 1944 door de Communistische Partij toegewezen, krap eenkamerflatje in een gemeenschappelijk appartementsgebouw. Het vervallen negentiende-eeuwse gebouw, heringericht in Sovjet-stijl met zeer beperkte sanitaire voorzieningen, was overbevolkt en werd geteisterd door een rattenplaag. De kleine Poetin werd geregeld geslagen door zijn autoritaire vader, maar verwend door zijn moeder Maria, die hem liefkozend “Volodja” noemde. Voor de bijna eenenveertigjarige, door oorlogsleed en verlies van haar zoontjes getraumatiseerde Maria leek de geboorte, op haar leeftijd, van haar derde zoon dan ook een 'wonder'. Pas op 1 september 1960, toen Poetin al bijna acht jaar was, stuurde zijn moeder haar enig overgebleven zoon en nakomertje voor het eerst naar de (lagere) school. Hoewel Vladimir Poetin als kind weliswaar klein en tenger was, stond hij toch al snel bekend als een opvliegend vechtersbaasje en straatboefje. Toen hij op school werd betrapt met een mes - nadat hij al eerder door het wijkcomité van de CPSU werd berispt om zijn crimineel gedrag - werd hem als enige van zijn klasgenoten het lidmaatschap van de Jonge Pioniers, de kinderafdeling van de communistische jeugdbeweging, ontzegd.
Toen zijn bendeleider in de gevangenis belandde, zei de geharde Poetin het brutale straatleven vaarwel en zocht hij zijn toevlucht in gevechtssporten zoals boksen, sambo en vooral judo. In 1963 werd de twaalfjarige Poetin lid van de ‘Trud Club’ (Arbeidersclub), de judovereniging van coach Anatoli Rachlin. Rachlin bracht zijn pupil discipline en strategisch denken bij en eiste van de tiener goede punten op school. Dankzij de judotrainingen won Poetin gaandeweg aan fysieke kracht, leerde hij zichzelf te beheersen, verbeterden zijn prestaties op de middelbare school en werd hij, op voorspraak van zijn schooljuf Vera Goerevitsj, toch toegelaten tot de Pioniers en later de Komsomol (de communistische jeugdbeweging voor scholieren) waar hij al snel een leidersrol opnam. Judo betekende voor Poetin meer dan sport, politiek of zelfs religie; het was voor hem naar eigen zeggen een "levensfilosofie die hem van de straat had gesleurd". Sommige van zijn sparringpartners zoals de broers Arkadi en Boris Romanovitsj Rotenberg - eigenaars van o.m. het energie-infrastructuurbedrijf Stroygazmontazh (SGM) en SMP Bank - en Gennadi Timchenko, eigenaar van onder meer investeringsmaatschappij Volga Group, oliemaatschappij Gunvor Group, Rossiya Bank en gasreus Novatek, werden vrienden voor het leven en zouden zich later opwerken tot steenrijke oligarchen. Als dank voor hun loyaliteit (financiering van kiescampagnes en infrastructuurwerken) aan Poetin zouden zij tijdens diens presidentschap deel uitmaken van de zgn. 'Sint-Petersburg Connectie', Poetins machtige kring van (beschermde) vertrouwelingen die door hem werden benoemd op cruciale posities in het Russische staatsapparaat.
Geïntrigeerd door de heroïsche verhalen van zijn vader en gefascineerd door de propagandistische spionagefilms, zoals ‘De zoon van het regiment’ (Syn Polka, 1946) en later ‘Het schild en het zwaard’ (Shchit i mech, 1968), was de jonge Poetin vastbesloten KGB-agent te worden. Vooral het populaire hoofdpersonage van de patriottische tv-serie ‘Zeventien Momenten in de Lente’ uit 1973, de in nazi-Duitsland actieve geheim agent Max Otto von Stierlitz, ook wel de communistische James Bond genoemd en verpersoonlijking van de Russische Sovjet-held en glorieuze KGB-spion, was voor de ambitieuze Poetin een waar rolmodel. Toen de 16-jarige Poetin zich op het KGB-hoofdkwartier, beter bekend als Bolsoy Dom: 'Het Grote Huis' in Leningrad als vrijwilliger aanmeldde om aan te sluiten bij de geheime dienst, kreeg hij de raad rechten te gaan studeren. Poetin haalde het diploma van de middelbare school met goede resultaten voor geschiedenis en Duits als tweede taal, maar bleek minder goed te zijn in de exacte wetenschappen.
Na te zijn geslaagd voor het uiterst selectieve toelatingsexamen (slaagkans 1 op 40) begon Poetin in 1970, tegen de uitdrukkelijke wens van zijn ouders en een sportcoach in, aan de opleiding Rechten aan de prestigieuze Staatsuniversiteit van Leningrad. Hij was een middelmatige student maar deed hard zijn best om zijn diploma te halen. In 1975 studeerde hij af in het Internationaal Handelsrecht met het proefschrift over het principe van de meest begunstigde natie.

## Loopbaan bij de KGB

### Leningrad
Tot zijn eigen grote verrassing kreeg de afgestudeerde Poetin in het voorjaar van 1975 door de banencommissie van de universiteit een loopbaan bij de KGB toegewezen. De KGB was op dat moment een omvangrijk, machtig en gevreesd politiek en militair inlichtingen- en veiligheidsapparaat dat in de USSR een staat binnen een staat vormde. Op het lokale en regionale KGB-hoofdkwartier aan de Liteiny Prospekt in Leningrad kwam Poetin aanvankelijk op het Secretariaat (personeelsdienst) van het Directoraat terecht, waar hij als aankomend bureaucraat vooral administratief werk verrichtte.
Na zijn intrede als kantoorbediende volgde hij in Leningrad een officiersopleiding op de zwaarbeveiligde 'School Nr. 401', een van de regionale KGB-opleidingsacademies. Gedurende zes maanden volgde cadet Poetin er lichamelijke training en leerde hij de basisvaardigheden van het inlichtingenwerk, zoals ondervragingstechnieken. Geïnspireerd door zijn grote idool, KGB-baas Joeri Andropov, voltooide een gemotiveerde Poetin zijn opleiding in de zomer van 1976 met de rang van eerste luitenant. Poetin kreeg nu een functie bij de afdeling contraspionage, het Tweede Hoofddirectoraat van de KGB. Daar leidde hij een onopvallend bestaan als apparatsjik die belast was met het politiek toezicht gericht tegen de interne vijanden van de USSR. Dat de Sovjet-Unie door de gewone burgers werd gevreesd als een politiestaat die met zijn alomtegenwoordig netwerk van verklikkers, verraders en geheime informanten gebaseerd was op een klimaat van angst en wantrouwen, was voor Vladimir Poetin absoluut geen bezwaar. Poetin hield zich dan ook vooral bezig met het ronselen en monitoren van geheim agenten, met name journalisten, topsporters en zakenlieden die in het buitenland hadden gereisd of buitenlandse reizigers op bezoek in Leningrad. In deze periode bouwde Poetin een bijzonder hechte, bijna hermetisch afgesloten vriendenkring op van gelijkgezinde KGB-mannen waarvan velen tientallen jaren later nog altijd tot zijn siloviki behoren, een selecte kring van de intussen op sleutelposities benoemde, machtige vertrouwenspersonen zoals Viktor Tsjerkesov, Viktor Ivanov, Alexander Bortnikov en Nikolaj Patroesjev.

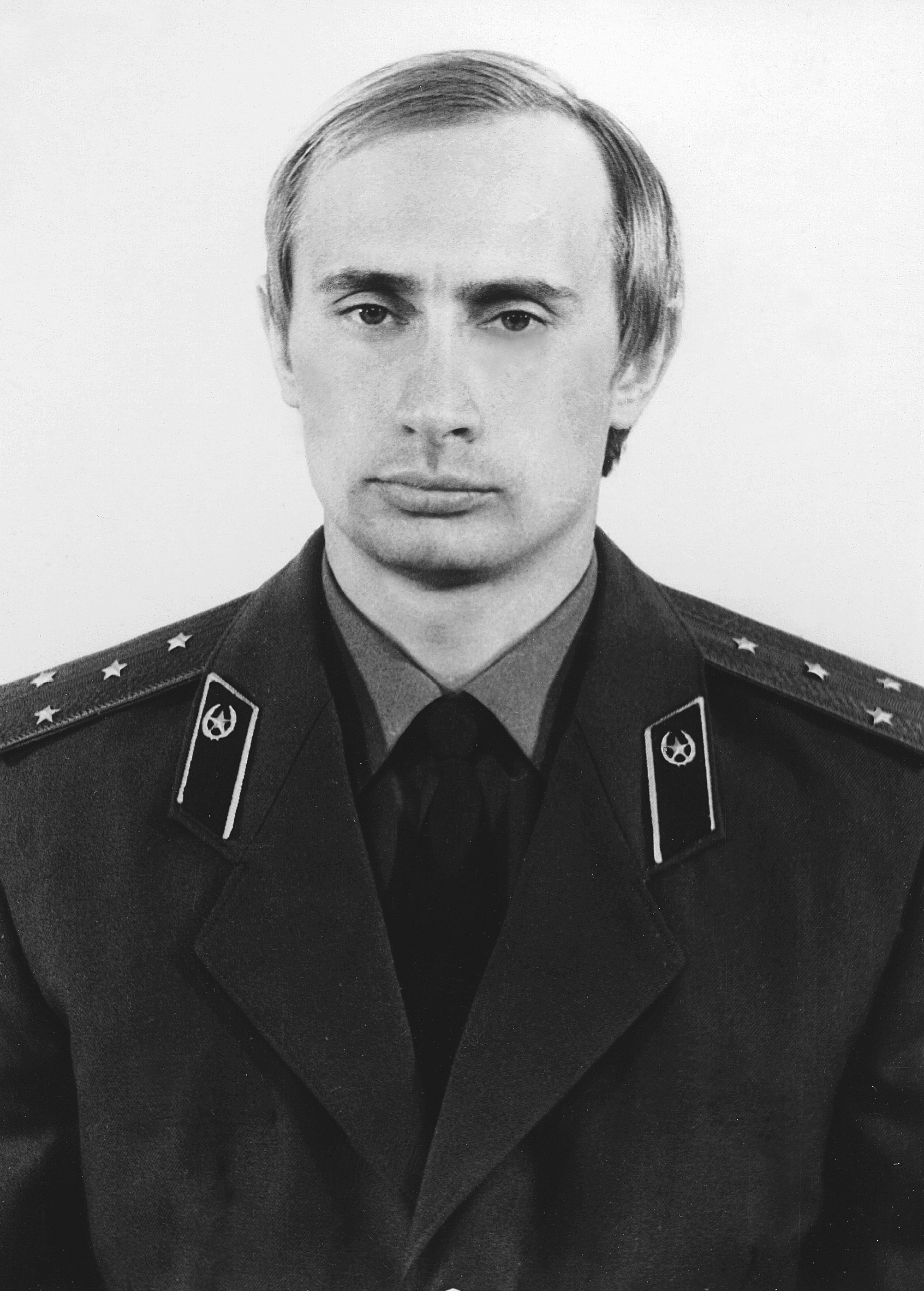
Poetin in KGB-Uniform (ca. 1980)

Dankzij onder meer zijn werkijver en zijn kennis van het Duits promoveerde Vladimir Poetin in 1977 naar het Eerste Hoofddirectoraat, de elite-eenheid van de KGB, verantwoordelijk voor de inlichtingenoperaties buiten de Sovjet-Unie. Toch werd Poetin geen spion in het buitenland en bleven zijn werkzaamheden beperkt tot het opstellen van rapporten en het occasioneel schaduwen van buitenlandse bezoekers en consulaire diplomaten in Leningrad. In 1979 werd Poetin bevorderd tot kapitein en kreeg hij de toelating aan de KGB-Hogeschool "Feliks Dzerzjinski" (sinds 1995 de FSB Academy genoemd) in Moskou om daar de kaderopleiding van de KGB te volgen. In KGB-kringen werd Dzerzjinski, de meedogenloze oprichter van de gevreesde geheime inlichtingenpolitie Tsjeka, de voorloper van de KGB, nog steeds vereerd als een communistische cultfiguur en belichaming van de ideale, zuivere en efficiënte inlichtingenofficier. Hoewel de volledige opleiding in principe drie jaar kon duren keerde Poetin al na een jaar terug naar Leningrad. Poetins vrijgezellenbestaan gold voor de conservatieve en achterdochtige KGB als voldoende reden om Poetin niet uit te zenden naar het buitenland. Volgens de KGB-doctrine zouden niet-getrouwde mannen immers gemakkelijker kunnen worden verleid door het vrouwelijk schoon en dus gevoeliger zijn voor ontmaskering, chantage en contraspionage. Pas toen Poetin op 28 juli 1983, volgens sommigen om opportunistische redenen, burgerlijk huwde met Ljoedmila Sjkrebneva, een 25-jarige, blonde Aeroflot-stewardess uit Kaliningrad, keerden de carrièrekansen van Poetin.

### Moskou
In 1984 werd Poetin beloond voor zijn negen saaie maar trouwe dienstjaren en benoemd tot majoor. In september mocht hij naar het Instituut van de Rode Banier in Moskou, het exclusieve opleidingskamp voor Sovjet-spionnen die opereren in het buitenland. Als gevolg van de op dat moment opnieuw oplaaiende Koude Oorlog heerste in het dogmatisch geleide, naar Joeri Andropov genoemde centrum ten aanzien van de Verenigde Staten een koortsachtige sfeer van paranoia en angst voor een nucleaire oorlog. Tijdens deze gespecialiseerde opleiding leerde Poetin nu de door hem zo lang verwachte fijne kneepjes van het spionnenvak zoals het schaduwen van verdachten, het afschudden van volgers, het coderen van berichten, het rekruteren van geheim agenten en, niet het minst, het undercover gaan met andere woorden het verbergen van je ware identiteit en het aannemen van een codenaam, in zijn geval "Kameraad Platov". Maar Poetins studieresultaten waren middelmatig en zijn gedrag was verre van onberispelijk - hij was roekeloos en raakte bij verlofperioden vaak betrokken bij knokpartijen - en na zijn eerste opleidingsjaar beoordeelde de examencommissie hem weliswaar als "scherpzinnig" maar ook als "teruggetrokken, niet-communicatief en academisch", met andere woorden als pretentieus. In plaats van de vooropgestelde opleidingstermijn van drie jaar te voltooien moest Poetin al na een studiejaar het elitaire Instituut verlaten. Omdat Poetin evenmin over de hoogstaande (familiale) connecties in de nomenklatoera beschikte, werd hij wel naar het - voor hem evident Duitstalige - buitenland gestuurd, maar belandde hij niet op een prestigieuze positie in het kapitalistische Westen waarop hij zo had gehoopt.

### Dresden

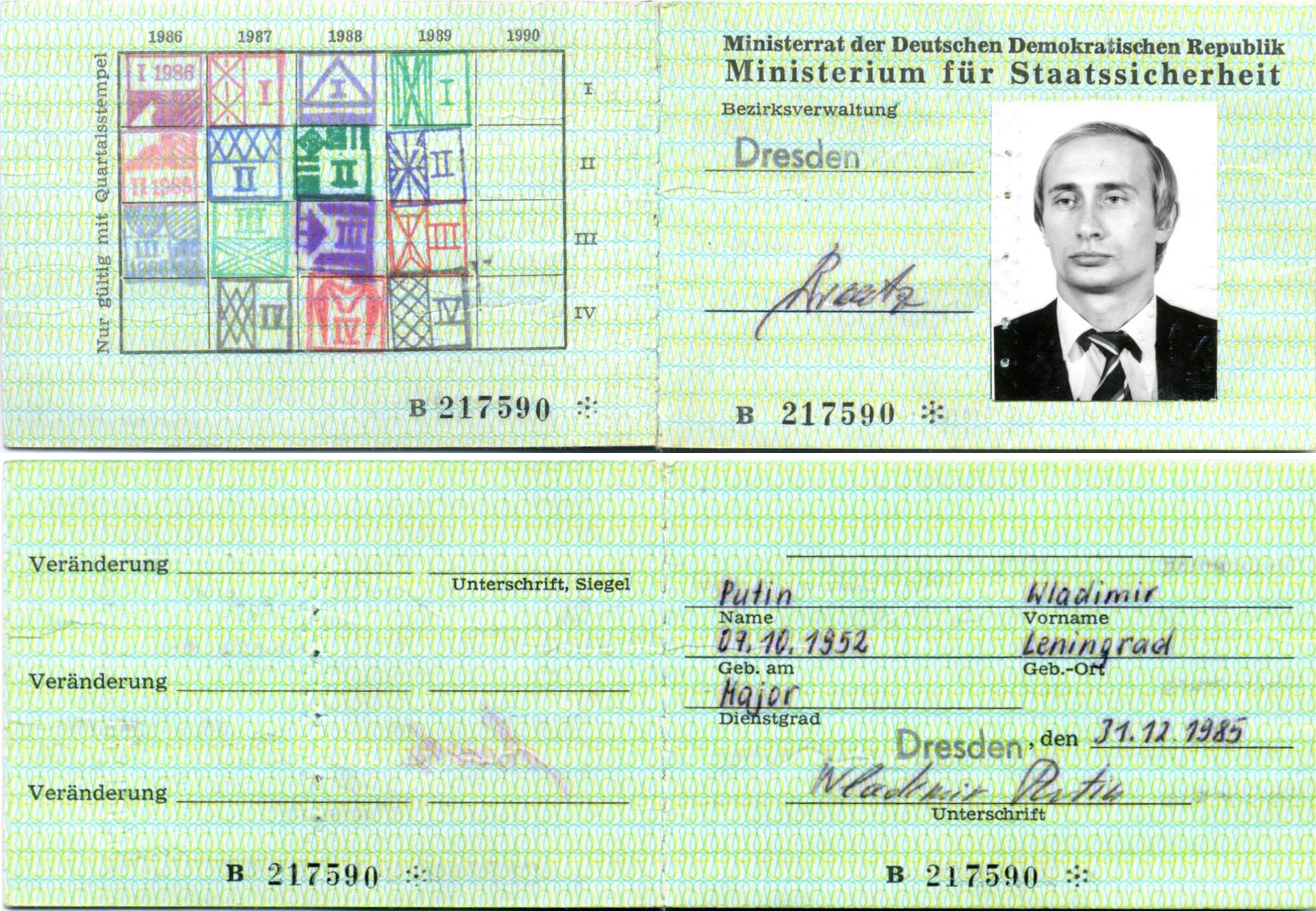
Stasi-Ausweis van Vladimir Poetin.

Op zijn drieëndertigste, in augustus 1985, zou Poetins droom van een avontuurlijk bestaan als geheim agent in het buitenland eindelijk in vervulling gaan en verhuisde hij met zijn vrouw weliswaar 'slechts' naar het bescheiden provinciestadje Dresden, in de toenmalige Sovjet-satellietstaat Duitse Democratische Republiek (DDR). In dit naar eigen zeggen "hardvochtig totalitair land" met een Ministerie van staatsveiligheid - de Stasi - als alles doordringend veiligheidsapparaat (een netwerk met 91.000 ambtenaren en minimaal 173.000 informanten), voelde hij zich evenwel onmiddellijk thuis. In zijn kleine, maar comfortabele flat met gesmokkelde westerse luxeartikelen, voldoende vrije tijd voor uitstapjes met collega's in zijn Zjigoeli en voluit genietend van de Oost-Duitse gastronomie (Radeberger Pilsner) - Poetin kwam al snel 12 kilo aan - leidden Poetin en zijn echtgenote in Dresden een tamelijk gelukkig maar allesbehalve spannend leven. Hij hield er ook van om zijn Duitse taalvaardigheid en kennis van de Duitse geschiedenis, cultuur en literatuur verder op punt te stellen.
Gedurende de vijf jaar dat Poetin, door zijn collega's minzaam "Kleine Volodja" genoemd, op deze provinciale KGB-buitenpost (gekend als 'de Gele Villa') actief was, werkte hij nauw samen met de Stasi dat veel van het politieke en militaire inlichtingenwerk - zoals het telegraferen van inlichtingenrapporten naar het (KGB-)'Centrum Moskou' - voor zijn rekening nam. Om inlichtingen te verzamelen over de politieke, militaire, economische, en in het bijzonder industrieel-wetenschappelijke ontwikkelingen in het Westen of Oost-Duitsland zelf, werd Poetin prioritair belast met het verhoor van overlopers (naar het geslaagde voorbeeld van Aldrich Ames en Robert Hanssen in de VS), informanten (buitenlandse studenten) en geheim agenten. Daarbij diende Poetin het dossier van elke potentiële rekruut ter goedkeuring voor te leggen aan zijn collega's van de Dresdense Stasi-afdeling dat geleid werd door Horst Böhm. Ook het registreren, opvolgen en (laten) schaduwen van vermeende dissidenten (zoals aartspriester Grigori Davidov en zijn kleine Russisch-Orthodoxe geloofsgemeenschap), buitenlandse zakenlui en bezoekers behoorde nog steeds tot zijn takenpakket. In 1987 werd Poetin opnieuw gepromoveerd, ditmaal tot luitenant-kolonel en werd hij de naaste medewerker van zijn chef Lazar Matvejev waardoor hij in feite plaatsvervangend hoofd van de buitenpost van de KGB in Dresden werd. In datzelfde jaar werd hem, naar aanleiding van de zeventigste verjaardag van de Russische Revolutie, het Ereteken van de Sovjet-Unie toegekend. In februari 1988 kreeg Poetin door Stasi-chef Erich Mielke bij decreet (Befehl Nr. K 114/88) 'slechts' de bronzen 'Verdienstmedaille der Nationale Volksarmee' uitgereikt. Poetin ontmoette in deze periode ambtshalve weliswaar Horst Böhm en Hans Modrow, de partijsecretaris van de Dresdense SED maar bleef al bij al een grijze, onbeduidende figuur op de achtergrond.
Na de val van de Berlijnse Muur in november 1989 en de val van het communisme in de instortende Sovjet-Unie en haar satellietstaten, was de KGB niet langer geïnteresseerd in haar buitengebied in Oost-Duitsland en haar vestiging in Dresden. Wanneer Poetin op 5 december werd bedreigd door een woedende menigte die het KGB-kantoor wilde bestormen, vroeg Poetin het oppercommando van een in Dresden gestationeerde Sovjet-tankdivisie om versterking. Maar het regime in Moskou liet Poetin in het ongewisse over zijn veiligheid en opdracht en Poetin voelde zich zwaar in de steek gelaten. Met veel bluf en dreigend met het gebruik van vuurwapens door zijn medewerkers wist een opgewonden maar uiterlijk kalme Poetin de opstandige menigte terug te dringen. Na enkele dagen van vruchteloze pogingen om de in de loop der jaren massale hoeveelheid verzameld vertrouwelijk archiefmateriaal te verbranden, slaagde Poetin er wel nog in om de compromitterende dossiers over de samenwerking tussen de KGB en de Stasi te vernietigen. Met de Duitse hereniging in het vooruitzicht verliet Poetin in februari 1990, vergezeld van zijn echtgenote Ljoedmila en kinderen, gedesillusioneerd hun flat in Dresden om met de trein naar Moskou te reizen.

### Assistent Staatsuniversiteit Leningrad
Op instigatie van de KGB-centrale in Loebjanka keerde Vladimir Poetin met zijn gezin in maart 1990 terug naar Leningrad waar hij hem een job werd aangeboden aan zijn eigen alma mater, de Staatsuniversiteit van Leningrad (LGU). Poetin werd er geparachuteerd op de faculteit rechtsgeleerdheid waar hij volgens zijn officiële biografie ‘assistent Internationale Aangelegenheden van de rector magnificus’ Stanislav Merkoerjev werd - traditioneel een positie die werd ingenomen door een officier van de buitenlandse inlichtingendienst - om drie maanden aan een doctoraatsthesis te schrijven. Waarschijnlijker is dat Poetin als KGB-officier van de 'actieve reserve', m.a.w. als geheim agent met een externe, burgerlijke opdracht, werd benoemd tot 'assistent van de hoger gewaardeerde pro-rector' Joeri Moltsjanov. In zijn kantoortje in het imposante petrine-barokgebouw van de Twaalf Collegia schreef Poetin, nu als geheim agent, voornamelijk rapporten over buitenlandse studenten en bezoekers die hij observeerde met het oog op rekrutering voor de geheime dienst. Samen met de hervormingsgezinde Moltsjanov slaagde Poetin er in om, tegen betaling in geld en voordelen in natura, het gebruik, in casu de verhuur van de (onderbenutte) faciliteiten van de LGU te optimaliseren door het opzetten van joint ventures met buitenlandse bedrijven zoals Procter & Gamble.

## Politieke carrière

### Stadsbestuur Sint-Petersburg (1990-1996)
Poetins blijken van bekwaamheid als manager blijven niet onopgemerkt, ook niet bij zijn gewezen professor economisch recht Anatoli Sobtsjak. Wanneer de liberale Sovjet-criticus Sobtsjak op 13 mei 1990 wordt verkozen als afgevaardigde in de Lensovet, de Leningradse gemeenteraad, biedt hij Poetin aan om voor hem te komen werken. De charismatische maar politiek onervaren professor ziet in Poetin de ideale, jonge, ijverige, betrouwbare en moedige medewerker die hem moet beschermen tegen de brutale, stugge ambtenaren en vijandig gezinde apparatsjiks. Wanneer Poetin bekent dat hij eigenlijk een KGB-stafofficier is, vormt dat voor Sobtsjak geen enkel bezwaar. Integendeel, de pragmatische politicus hoopt immers te kunnen profiteren van Poetins politionele ervaring en netwerk van connecties in KGB-kringen. Wanneer Sobtsjak op 23 mei 1990 wordt gekozen tot voorzitter van de Lensovet, doet Poetin zijn intrede in het Mariinskipaleis (stadhuis) van Leningrad, eerst als diens vrijwillig assistent, vanaf juli 1990 als officieel ‘adviseur’ van de Lensovet-voorzitter. Na in juni 1991 te zijn verkozen tot de eerste democratisch burgemeester van Leningrad, benoemt Sobtsjak zijn adviseur op 28 juni 1991 tot voorzitter van het pas opgerichte maar economisch belangrijke ‘Comité Buitenlandse Betrekkingen’ (Komitet Mezhdunarodnye Otnosheniya - KMO) op diens Bureau van de Burgemeester. Daags na de door de conservatieve KGB-top gedirigeerde staatsgreep van 20 augustus 1991 tegen de hervormingsgezinde president Michail Gorbatsjov neemt Poetin formeel ontslag uit de geheime dienst.
In 1992 werd Poetin vice-burgemeester van Leningrad tot 1994. Daarna werd hij eerste vice-burgemeester van de stad die op 6 september 1993 na een op initiatief van Sobtsjak georganiseerd referendum zijn oude naam Sint-Petersburg had teruggekregen.
Van juli 1998 tot augustus 1999 was Poetin hoofd van de Federalnaja sloezjba bezopasnosti (FSB), de opvolger van de KGB.

### Premier
In een periode van minder dan anderhalf jaar, van april 1998 tot augustus 1999, benoemde Boris Jeltsin vijf premiers, met als laatst Poetin van augustus 1999 tot 31 december 1999. Op 30 september 1999 stuurde Jeltsin het Russische Leger voor de tweede maal naar Tsjetsjenië om het gebied in te nemen. Deze Tweede Tsjetsjeense Oorlog was succesvoller dan de eerste en Poetin leidde in feite de Russische inspanningen in de oorlog. Jeltsin kampte namelijk met gezondheidsklachten. Als eerste minister won hij het respect van de Russische bevolking door zijn handelen tijdens de onafhankelijkheidsstrijd in de Russische deelstaat Tsjetsjenië. Poetin kon hierdoor klaar worden gestoomd om Jeltsin te vervangen. In augustus 1999 had Jeltsin Poetin beloofd dat Poetin hem zou mogen opvolgen als hij zou aftreden. Toen Jeltsin op 31 december 1999 aftrad, werd Poetin president van de Russische Federatie. Poetin zette de strijd in Tsjetsjenië voort met als gevolg de verwoesting van steden en dorpen en een groot aantal doden en gewonden.

### President

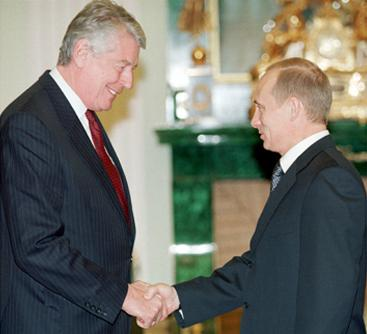
De Nederlandse premier Wim Kok en Poetin op 19 januari 2001

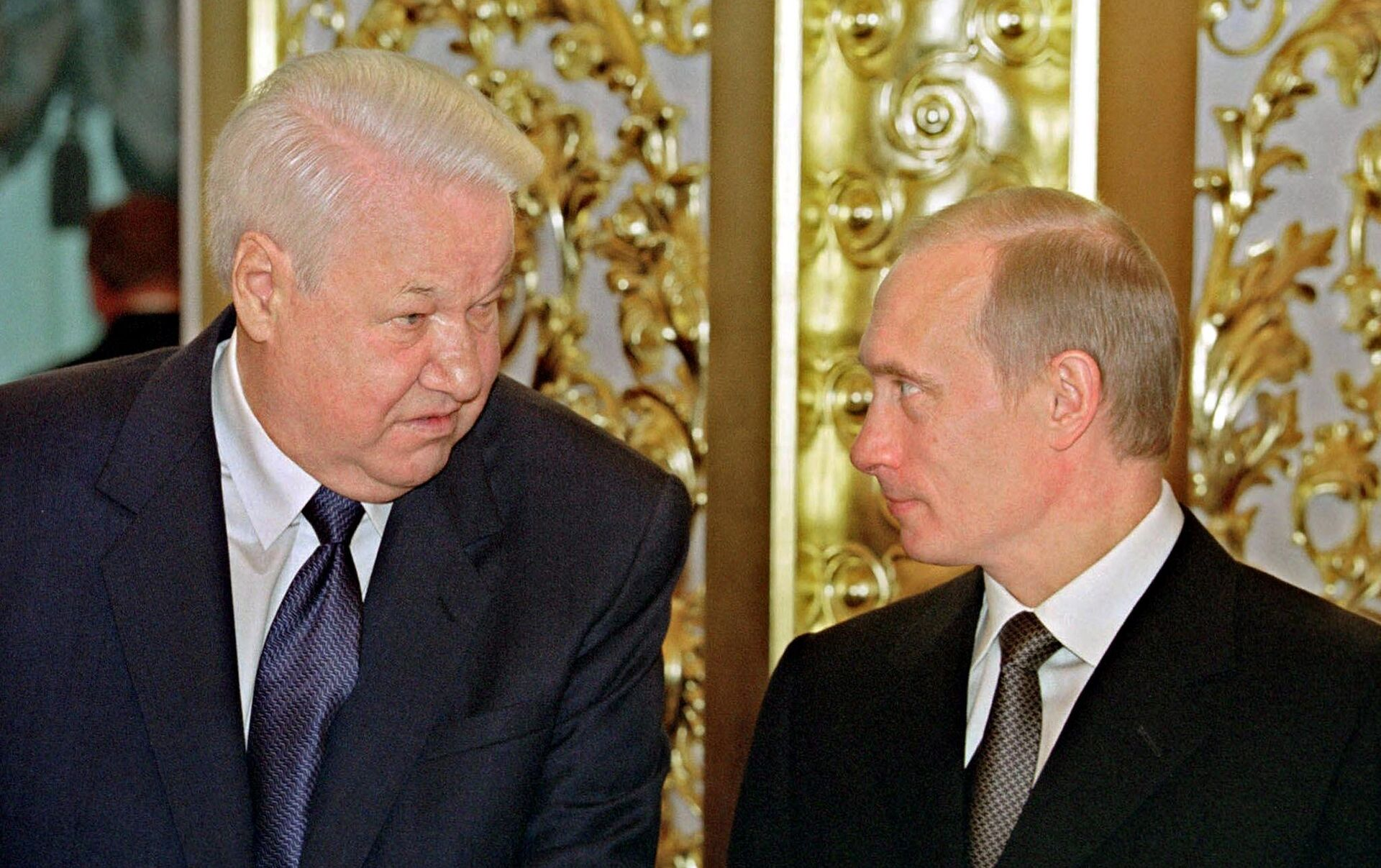
Poetin (r.) als president met zijn voorganger Boris Jeltsin op 12 juni 2001

Op 26 maart 2000 won Poetin de presidentsverkiezingen. Op 16 maart 2004 werd hij herkozen. Hij werd, officieel partijloos, gesteund door de politieke partij Verenigd Rusland die op dat moment een meerderheid had in de Staatsdoema. In september 2007 liet hij zich kiezen tot lijsttrekker van deze partij. Hij gaf aan de functie van premier te willen vervullen, mits Verenigd Rusland een grote overwinning boekte bij de Russische parlementsverkiezingen van december 2007 en er een president kwam met wie hij goed zou kunnen samenwerken. Eerder in september stelde hij Viktor Zoebkov, die had aangegeven niet uit te sluiten president te willen worden, aan als premier.
Omdat Poetin, ingevolge de grondwet, niet drie keer achtereen president kon worden, schoof hij Dmitri Medvedev naar voren als zijn opvolger. Die benoemde hem op 8 mei 2008 als zijn eerste minister, een functie die Poetin vervolgens vier jaar bekleedde. In 2012 kon hij zich vervolgens weer verkiesbaar stellen voor het presidentschap, waarvan de wettelijke ambtstermijn ondertussen verlengd was naar zes jaar. Op 4 maart 2012 won Poetin de presidentsverkiezingen en wisselde hij van rol met die van zijn politieke vriend Medvedev.

### Herkozen president
Sinds 7 mei 2012 was Poetin weer president van Rusland met Dmitri Medvedev (tot 2020) als premier. Volgens de Russische grondwet kon deze werkwijze eindeloos herhaald worden zodat Poetin op deze manier de macht niet meer hoefde af te staan.
Op 17 augustus 2012 werden drie leden van de punkband Pussy Riot veroordeeld tot twee jaar strafkamp omdat zij in een kerkgebouw geprotesteerd hadden tegen Poetin. Deze veroordeling lokte internationaal protest uit.
Op 8 april 2013 bracht Poetin een bezoek aan Nederland. Aanleiding was de 400-jarige handelsrelatie met Rusland.
Van 2013 tot en met 2016 werd Poetin door het Amerikaanse zakenblad Forbes als de machtigste persoon in de wereld beschouwd.

### Annexatie van de Krim en verborgen invasie Donbas
Poetin plaatste zich terug op het wereldtoneel met de annexatie van de Krim op 18 maart 2014. Het schiereiland, dat in de geschiedenis vele malen tot andere soevereine staten behoorde, werd door veel conservatieve Russen nog altijd als Russisch gezien. De westerse wereld reageerde verontwaardigd op de annexatie. In Rusland ontving Poetin grotendeels niets dan lof. Aangemoedigd door het succes van de annexatie, besloot hij te kijken hoeveel verder te kunnen gaan met de 'verborgen invasie' van de Donbas vanaf 6 april 2014 in de Oost-Oekraïense oblasten Donetsk en Loehansk. De opstandelingen, die onafhankelijkheid of aansluiting bij Rusland eisten, wisten deze in handen te krijgen. Alsmede het gebied ten zuidoosten daarvan, tot aan de Russische grens waar de volksrepubliek Donetsk en de volksrepubliek Loehansk werd uitgeroepen. Deze zouden, net als de Krim, onderdelen van Rusland moeten worden. De facto had Oekraïne hier geen gezag meer. Met de annexatie en het militaire conflict in Oost-Oekraïne verslechterde Poetins relatie verder met de westerse wereld.

### Presidentsverkiezingen 2018
In december 2017 stelde Poetin zich herkiesbaar voor de presidentsverkiezingen in 2018. In maart kreeg hij 76% van de stemmen en kon hij zijn vierde termijn starten. Nummer twee, de zakenman Pavel Groedinin, de kandidaat van de Communistische Partij van de Russische Federatie (CPRF), kreeg iets minder dan 12% van de stemmen en de ultranationalist Vladimir Zjirinovski ruim 5%. In de aanloop naar de verkiezingen werd het de belangrijkste oppositieleider, Aleksej Navalny, verboden mee te doen en de Russische media hadden bijna uitsluitend en alleen aandacht voor Poetin. Door het hele land kwamen honderden meldingen binnen van fraude, zoals het volproppen van stembussen met illegale stemmen. Intimidatie en andere onrechtmatigheden werden ook gemeld.

### Top in Genève
Op 16 juni 2021 hielden Poetin en president Joe Biden een top in Genève, in Villa La Grange. Deze was er gekomen op initiatief van Biden. De presidenten besloten hun ambassadeurs weer naar elkaars hoofdsteden terug te laten gaan, nadat zij maanden eerder waren teruggetrokken. Ook spraken ze af de besprekingen over de beheersing van hun kernwapens te hervatten. De twee praatten over cyberbeveiliging en verder bracht Biden de mensenrechten ter sprake en liet hij Poetin weten dat een overlijden van Aleksej Navalny voor Rusland "verwoestende gevolgen" zou hebben. Beiden waren positief na afloop: Biden had het over een "goed en positief gesprek" en Poetin noemde de top "constructief".

### Russische invasie van Oekraïne
Van maart 2021 tot februari 2022 liet Poetin massaal Russische militaire troepen verzamelen nabij de grens met Oekraïne. Volgens hem betrof het hier legeroefeningen. Diplomatieke onderhandelingen met de Russische president, door onder meer de Franse president Macron in persoon aan de befaamde vergadertafel van Vladimir Poetin over terugtrekking van deze troepen, hadden geen resultaat.

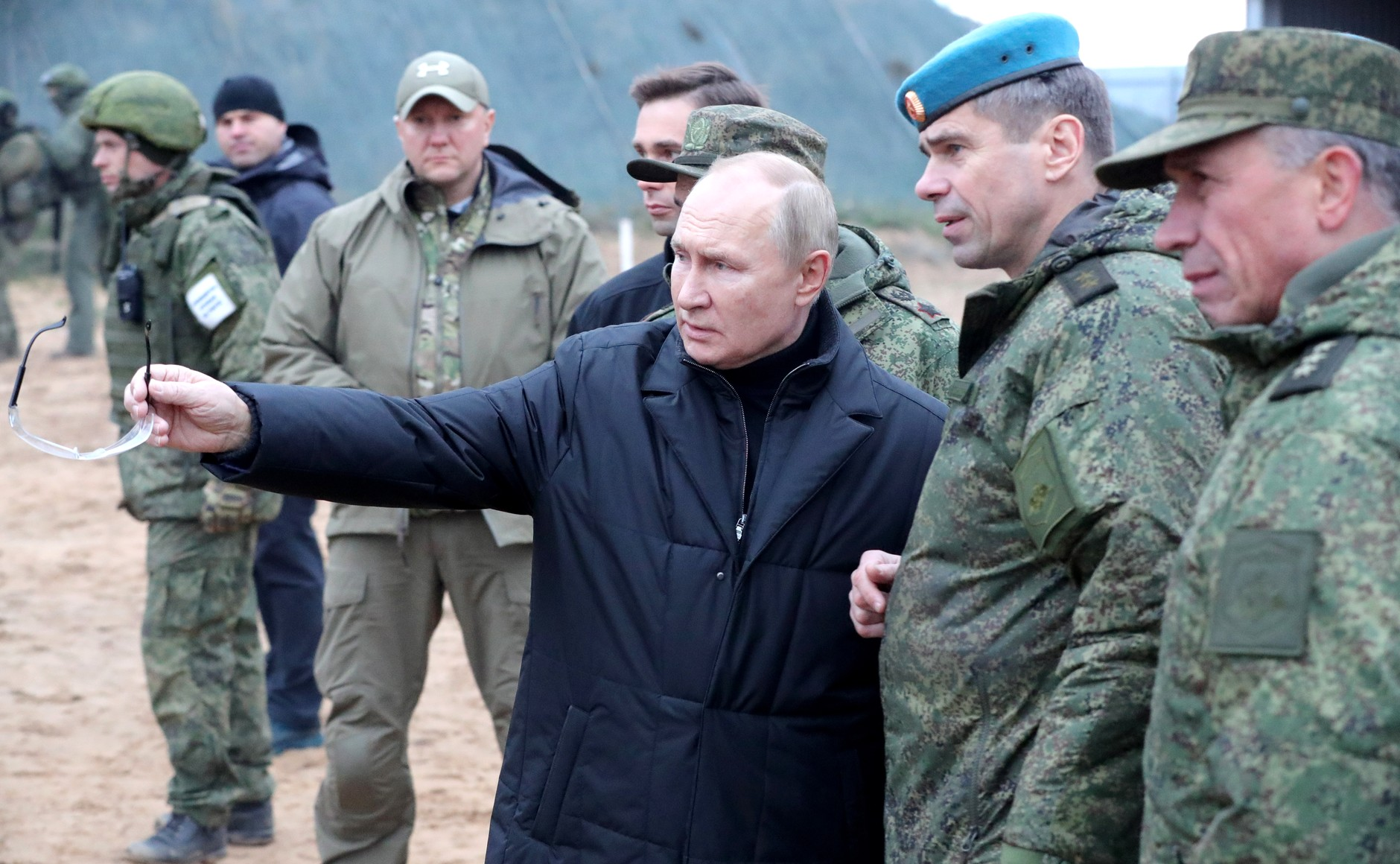
Poetin brengt een bezoek aan het Russische leger in de oblast Rjazan, 20 oktober 2022

Op 21 februari 2022 erkende Poetin in een televisietoespraak de zelfverklaarde volksrepublieken Donetsk en Loegansk als onafhankelijk. Hij ondertekende documenten waarin deze onafhankelijkheid officieel werd bevestigd. Daarnaast beschuldigde de Russische president Oekraïne ervan genocide te plegen op het Russisch sprekende deel van de eigen bevolking.
Op 24 februari 2022 kondigde Poetin vroeg in de ochtend op de Russische staatstelevisie aan dat "een speciale militaire operatie" in Oekraïne was begonnen. Dit werd door onder meer westerse landen als een frontale aanval, een invasie op Oekraïne gezien. Zijn doel was naar eigen zeggen "de demilitarisatie en denazificatie van Oekraïne". Ook uitte hij zijn bezorgdheid over de dreiging die, volgens hem, uitging van de uitbreiding van de NAVO en dat onderhandelingen daarover de voorbije dertig jaar alleen maar "leugens en chantage" hadden opgeleverd.
Drie weken na het begin van de invasie noemde de Amerikaanse president Joe Biden zijn ambtgenoot Poetin een oorlogsmisdadiger. Ook de Amerikaanse Senaat gebruikte die kwalificatie voor hem.
De populariteit van Poetin, welke na de annexatie van de Krim flink was gestegen, was inmiddels flink dalende. Met een 'snelle overwinningsoorlog' dacht het Kremlin de populariteitscijfers weer omhoog te krijgen. De snelle invasie pakte volledig anders uit. Blunderende Russische veiligheidsdiensten, het uitgeholde Russische leger, de communicatief vaardige Oekraïense president Zelensky en de onverzettelijke Oekraïense strijdkrachten, waren door Poetin en het Kremlin ernstig onderschat.

### Stagnatie van de invasie
Een jaar na de invasie van Oekraïne was de door Poetin bedoelde invasie, die volgens hem enkele dagen zou duren, verworden tot het grootste militaire conflict dat in Europa woedde sinds de Tweede Wereldoorlog, met honderdduizenden doden en gewonden en miljoenen mensen op de vlucht. Poetin had gedurende 2022 de redenen om Oekraïne binnen te vallen, vervangen en sprak sindsdien over een "existentiële oorlog met het Westen".
Op 9 mei 2023, in Rusland wordt dan de Dag van de Overwinning op nazi-Duitsland gevierd, hield president Poetin zijn jaarlijkse toespraak op het Rode Plein in Moskou. Hij haalde er opnieuw uit naar het Westen. Naast aandacht voor de veteranen van de Tweede Wereldoorlog roemde hij ook alle Russen die in Oekraïne vechten, waaronder de reguliere troepen, de huurlingen van de Wagnergroep en alle militaire vrijwilligers.
Op 24 juni 2023 trokken er aan het einde van de ochtend zwaarbewapende huurlingen van de Wagnergroep richting Moskou (zie: Opstand van de Wagnergroep). Volgens Jevgeni Prigozjin, eigenaar en leider van de Wagnergroep die lange tijd nauwe banden had met president Poetin, had het Russische leger de avond ervoor aanvallen uitgevoerd op kampementen van de Wagnergroep.
In een ingelaste tv-toespraak zei president Poetin tegen het Russische volk: "We hebben te maken met landverraad, waar we ons tegen zullen verdedigen." Poetin complimenteerde de leden van de Wagnergroep enerzijds door hen "helden" te noemen die "de Donbas hebben bevrijd". Maar nu was volgens hem sprake van een "dolkstoot in de rug" en beloofde hij dat de reactie van het Russische leger "hard" zou zijn.
Tegen het einde van de middag waren de Wagner-huurlingen Moskou tot op 200 kilometer genaderd. De burgemeester van Moskou riep de noodtoestand uit en aan de rand van de stad werden verdedigingslinies opgeworpen. Prigozjin zei dat het "kwaad" in de militaire leiding moest worden gestopt en dat hij zou "marcheren voor gerechtigheid". De Wagner-opstand kwam ten einde na bemiddeling van president Aleksandr Loekasjenko van Wit-Rusland. Prigozjin gaf die avond aan dat hij om een bloedbad met Russische soldaten te voorkomen zijn huurlingen terugtrok.
Op 27 juni 2023 gaf Poetin op het Kathedraalsplein in Moskou een toespraak aan 2500 manschappen van verschillende legereenheden van de strijdmacht, waarin hij het tegenhouden van Prigozjin en het voorkomen van een burgeroorlog besprak. Poetin wilde hiermee de indruk wekken dat de strijdkrachten verenigd waren in de verdediging van moederland en president.

### Presidentsverkiezingen 2024
In november 2023 stelde Poetin zich herkiesbaar voor de presidentsverkiezingen in 2024 die van 15 tot en met 17 maart 2024 worden gehouden. Naast Poetin hebben drie andere politici zich als presidentskandidaat geregistreerd. 
Tot zijn overlijden op 16 februari 2024 was Aleksej Navalny, net als bij de presidentsverkiezingen van 2018, het meest prominente lid van de Russische oppositie. Hij was uitgesloten van de verkiezingen door een eerdere strafrechtelijke veroordeling. De strafzaken tegen Navalny werden beschouwd als politiek gemotiveerd. Als gevolg hiervan verwachten veel waarnemers, vooral in de westerse landen, niet dat de verkiezingen vrij of eerlijk zullen zijn.
Op de avond van 17 maart 2024 werd bekend dat Poetin ruim 87% van de stemmen heeft gekregen, volgens de officiële exitpoll.  De uitslag was geen verrassing, vooraf stond al vast dat hij de verkiezingen zou winnen. Zijn drie tegenkandidaten kregen samen 11% van de stemmen. Nikolaj Charitonov, genomineerd voor de Communistische Partij, kreeg 4,1% van de stemmen, Vladislav Davankov van de Nieuwe Volkspartij (4,0%) en Leonid Slutsky van de Liberaal-Democratische Partij 3,1%. De opkomst was met 87,2% bijzonder hoog en overtreft het opkomstcijfer van 67,5% in 2018. De uitslag werd in veel westerse landen met afkeur ontvangen, maar Poetin kreeg felicitaties van dictators als Nicolás Maduro, Daniel Ortega en Kim Jong-un. Op 7 mei 2024 legde hij tijdens een officiële ceremonie in het Grote Paleis van het Kremlin de eed af voor zijn vijfde ambtstermijn van zes jaar als president van Rusland.

## Politieke visie
Poetins politiek combineert twee, volgens sommige critici tegenstrijdige, lijnen. Enerzijds is de Russische president voorstander van liberalisering van de economie, en er wordt ook veel in deze richting gedaan, zoals invoeren van privé-eigendom op de landbouwgronden, belastingverlagingen, het reduceren van bureaucratische druk op de kleine en middelgrote bedrijven et cetera. Anderzijds wordt hij beschuldigd van het vertonen van autoritaire neigingen zoals "problemen" met de vrije pers (Anna Politkovskaja), voormalige al te kritische of deloyale geheim agenten ("verraders") zoals Aleksandr Litvinenko (FSB), Sergej Skripal (GROe), oligarchen met politieke ambities (Boris Berezovski, Michail Chodorkovski, Boris Nemtsov) en politieke tegenstanders (Aleksej Navalny, Sergej Oedaltsov). Daarnaast wijzen critici op de grote toename van corruptie onder zijn bewind sinds 2000. Bovendien worden de nationaliseringen van grote olie- en gasondernemingen en de staatsovernames van ondernemingen van zichzelf verrijkende oligarchen door critici wederom communistisch en dictatoriaal genoemd. Betogingen en demonstraties tegen de regering worden door de oproerpolitie tegengewerkt waardoor het democratisch gehalte van Rusland in binnen- en buitenland in twijfel wordt getrokken.
In 2005 proclameerde Poetin enige punten uit zijn politieke visie over de toekomst en het verleden van Rusland in de Doema, het Russische parlement:

De ineenstorting van de Sovjet-Unie was de grootste geopolitieke ramp van de 20e eeuw. (...) [1991] was een werkelijk drama dat tientallen miljoenen Russen buiten de Russische Federatie achterliet. (...) Wij zijn een vrij Volk en onze plaats in de huidige wereld zal alleen worden bepaald door onze sterkte en ons succes. (...) Op het moment dat wij zwakte laten zien of gebrek aan ruggengraat, zullen onze verliezen wezenlijk groter worden.

In een lang interview met de Amerikaanse journalist Tucker Carlson op 6 februari 2024 gaf Poetin zijn visie op de historische context in Oost-Europa, van de vroege middeleeuwen tot het jongste decennium, en de Russisch-Oekraïense Oorlog.

## Autocratische regeerstijl

### Kritiek
Sinds 2000 is Poetin ononderbroken de facto de machthebber van Rusland en gedurende deze tijd heeft hij gestaag zijn greep op het land verstevigd door de, na de val van het communisme, aanvankelijk redelijk vrij geworden pers en media opnieuw steeds meer te beteugelen en kritische tegenstanders het zwijgen op te leggen. Poetin wordt door zijn politieke tegenstanders bekritiseerd en beschuldigd van het vestigen van een nieuwe dictatuur in Rusland na de val van de vorige Sovjetdictatuur. Er is kritiek op de onderdrukking van de persvrijheid en het harde optreden tegen betogingen en opstanden tegen het regeringsbeleid. Ook wordt hij bekritiseerd vanwege de grote corruptie onder zijn bewind en de grote armoede waarin veel Russen leven. Door het voeren van een economisch beleid dat is gecorrumpeerd door nepotisme en favoritisme heeft Poetin, als onaantastbaar geachte machthebber, zichzelf stevig verrijkt. Door het toekennen van lucratieve banen en handelscontracten aan zijn medestanders die hem vervolgens ook de bal toespelen is Poetin een van de rijkste Russen aller tijden geworden met een geschat vermogen van 200 miljard dollar (2017).

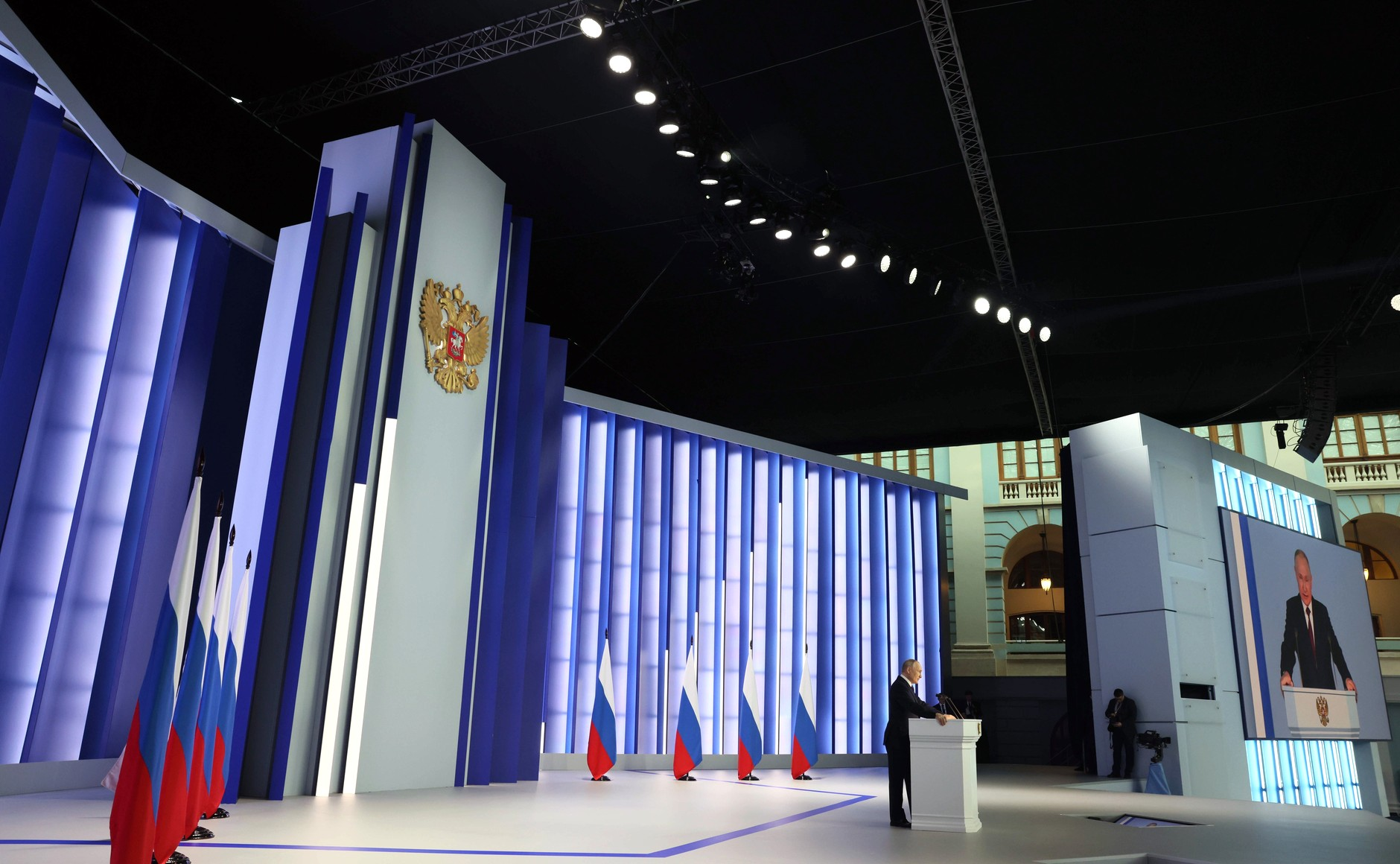
Poetins jaarlijkse toespraak aan het Russische volk vanuit het Russische parlement, 21 februari 2023

Na de Russische invasie van Oekraïne op 24 februari 2022 wordt het autocratische regime van Poetin door critici in het Westen steeds vaker een plutocratie genoemd. Het tirannieke optreden van Poetin steunt volgens hen vooral op een machtige, alomtegenwoordige staatsbureaucratie, de maffioze oligarchen en de zogenaamde siloviken, de voormalige KGB-topfunctionarissen en trouwe vrienden van Poetin die nu sleutelposities in het regime innemen. Sindsdien won ook de uit 2014 stammende leus 'Poetin, choejlo!' weer in populariteit toe. De Nederlandse psycholoog René Diekstra noemt met enig voorbehoud als kenmerken van Poetin: zijn narcisme, psychopathie, machiavellisme en minachting voor iedereen die minder macht heeft dan hijzelf.

### Populariteit
Poetin geniet bij veel Russen een aanzienlijke populariteit, omdat hij redelijke stabiliteit, nieuw zelfrespect en economische welvaart heeft gebracht na de chaotische jaren van Boris Jeltsin. De afkorting van zijn naam (VVP) wordt gebruikt als zijn bijnaam en komt overeen met de Russische afkorting voor "bruto binnenlands product" (VVP). Na twee termijnen achter elkaar als president werd Poetin op 8 mei 2008 premier van Rusland onder president Dmitri Medvedev. Poetin is sinds 2012 een onafhankelijk politicus, dus geen lid meer van een politieke partij. Daarvoor was hij lid van Verenigd Rusland.

### Machtspositie
Door Poetins vermeende zelfverrijking, de verdenking dat hij probeert tegenstanders die zijn machtspositie betwisten of in gevaar zouden kunnen brengen, het zwijgen op te leggen, de beïnvloeding van pers, media en rechtspraak en de mogelijke aanwijzingen van persoonsverheerlijking, zijn er critici die vinden dat Poetin steeds meer voldoet aan het beeld van een frauduleus maar democratisch gekozen dictator.
Mensenrechtenorganisaties bekritiseren dit huidige Russische regime en menen dat er sprake is van corruptie, vervolging, opsluiting van en moord op politieke tegenstanders, beperkingen van de persvrijheid, gebrek aan vrije en eerlijke verkiezingen.
Er waren geruchten in 2022 dat hij zou lijden aan het begin van de ziekte van Parkinson en mogelijk ook kanker. Als mogelijke opvolgers in zijn ambt als president werden mensen als voormalig president Medvedev en de burgemeester van Moskou Sergey Sobyanin genoemd.

## Persoonlijk leven

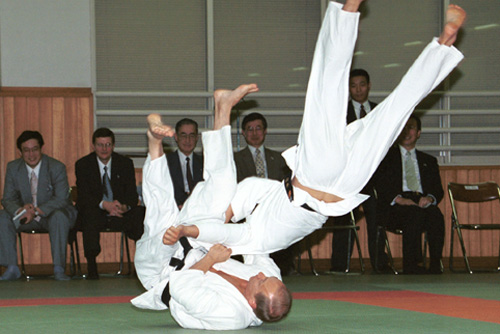
Vladimir Poetin is een fanatiek judoka.

### Judo
Poetin begon op de sportschool op 13-jarige leeftijd met sambo, maar werd al snel een fervent judoka, hetgeen hij nog steeds beoefent. Hij won enkele wedstrijden in Leningrad, waaronder zijn eerste seniorenkampioenschap in 1976. Hij had les van de voormalige bondscoach en huidige vicevoorzitter van de Russische Judo Federatie.
Poetin is niet de eerste wereldleider die judo beoefent, maar wel de eerste die dat op hoog niveau doet: In 2012 heeft hij de rood/witte band (achtste dan) gekregen. Hij heeft ook een ere 9e dan in taekwondo toegewezen gekregen en een ere 8e dan in kyokushinkai karate toegewezen gekregen, hoewel hij deze vechtkunsten niet beoefent. Verder tennist, skiet en vist hij graag.
Wegens de Russische invasie van Oekraïne werden allerlei sportonderscheidingen van hem afgenomen. Het IOC ontnam hem de Gold Olympic Order. De mondiale taekwondobond deelde mee dat Poetin de zwarte band niet meer heeft. De internationale judobond schorste hem als ambassadeur en erevoorzitter en kort daarna werd hij verwijderd uit alle posities die hij innam binnen de bond.

### Familie

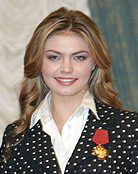
Alina Kabajeva, de oud-turnster met wie Poetin een relatie heeft

Poetin was getrouwd met Ljoedmila Poetina, een stewardess en lerares Duits en Spaans. Ze hebben twee dochters, Maria (Masja) (Dresden, 1985) en Jekaterina (Katja) (Leningrad, 1986). Maria was getrouwd met een Nederlander, Jorrit Faassen. Zij woonden een tijd in Voorschoten. Ze voelden zich genoodzaakt te verhuizen, omdat een normaal en rustig bestaan in Nederland hun niet gegund werd.
Omdat echtgenote Ljoedmila zelden in het openbaar verscheen, leidde dit tot speculaties dat de twee gescheiden van elkaar leefden. Begin 2008 pakte de Russische krant Moskovski Korrespondent uit met een relatie tussen Poetin en turnster Alina Kabajeva. Poetin ontkende en de krant werd tijdelijk uit de rekken gehaald. Later beweerde de krant het verhaal te hebben verzonnen.
Op 6 juni 2013 werd officieel bekendgemaakt dat Poetin en zijn echtgenote gingen scheiden. Ljoedmila en Vladimir leefden al langere tijd gescheiden van elkaar. Volgens Ljoedmila zijn ze uit elkaar gegroeid, doordat zij moeite heeft met de vele aandacht die het stel krijgt. Volgens Poetin hebben ze samen het besluit genomen te scheiden. De echtscheiding was in 2014 een feit.
Poetin is sinds 1992 lid van de Russisch-Orthodoxe Kerk; de KGB liet tot dan alleen atheïstische personeelsleden toe.
Poetin spreekt naast Russisch, met duidelijk hoorbaar Sint-Petersburgs accent, vloeiend Duits, redelijk Engels en Sergej Ivanov zegt dat zij met elkaar converseerden in het Zweeds.

## Sancties
In februari 2022 werd Poetin toegevoegd aan de sanctielijst van de Europese Unie omdat hij "verantwoordelijk is voor het actief ondersteunen en uitvoeren van acties en beleid die de territoriale integriteit, soevereiniteit en onafhankelijkheid van Oekraïne ondermijnen en bedreigen, evenals de stabiliteit en veiligheid in Oekraïne".
Zwitserland heeft meteen in februari 2022 het volledige sanctiepakket van de Europese Unie overgenomen tegen Rusland, waaronder de sancties tegen Poetin. Ook de volgende sancties tegen Rusland zijn door Zwitserland overgenomen.

## Arrestatiebevel
Op 17 maart 2023 is door het Internationaal Strafhof een arrestatiebevel tegen Vladimir Poetin uitgevaardigd. Het ICC stelt dat Vladimir Poetin verantwoordelijk is voor de deportatie van kinderen uit door Rusland bezette gebieden in Oekraïne naar Rusland sinds de invasie. Een soortgelijk arrestatiebevel werd uitgevaardigd tegen Maria Lvova-Belova. Het gedwongen verplaatsen van kinderen en het weghouden van kinderen bij hun ouders zijn overtredingen onder het internationaal recht.
Op 19 juli 2023 werd bekend dat president Poetin niet deel zou nemen aan de BRICS-top die werd gehouden in Zuid-Afrika van 22 tot 24 augustus 2023. Poetin had bij aankomst in Zuid-Afrika gearresteerd moeten worden vanwege het arrestatiebevel.